# Antaplaga biundulata
Antaplaga biundulata là một loài bướm đêm trong họ Noctuidae.